# Trestrimmig skogssångare
Trestrimmig skogssångare (Basileuterus tristriatus) är en fågel i familjen skogssångare inom ordningen tättingar. Den förekommer i bergsskogar från Venezuela till Peru. Arten minskar i antal, men beståndet anses vara livskraftigt. Tidigare inkluderades även populationer i Centralamerika och i Bolivia i arten, men dessa har urskiljts som egna arter.

## Utseende och läte
Trestrimmig skogssångare känns igen på olivgrön ovansida med mörkt och ljust mönster på huvudet som gett den sitt namn. Färgen på undersidan och utbredningen av en fläck på kinden varierar genom utbredningsområdet. De mörka strimmorna på huvudet kontrasterar vanligen med ryggen och ögonbrynsstrecket är vitt, ej gult, vilket skiljer den från liknande skogssångare i dess utbredningsområde. Den typiska sången börjar med en stigande drill som övergår i ett kaotiskt tjattrande.

## Utbredning och systematik
Trestrimmig skogssångare har en vid utbredning i bergstrakter i Sydamerika, från Colombia och Venezuela till Peru. Den delas här in i sju underartsgrupper med sammanlagt elva underarter med följande utbredning:
- Basileuterus tristriatus sanlucasensis – Serrania de San Lucas (Bolívar, nordcentrala Colombia)
- Basileuterus tristriatus daedalus – subtropiska västra och centrala Anderna i Colombia och västra Ecuador
- Basileuterus tristriatus auricularis – subtropiska östra och centrala Anderna i Colombia och sydvästra Venezuela
- meridanus/bessereri–gruppen
  - Basileuterus tristriatus meridanus – subtropiska Anderna i västra Venezuela (Lara till Táchira)
  - Basileuterus tristriatus bessereri – subtropiska bergstrakter i norra Venezuela (Yaracuy till Miranda)
- Basileuterus tristriatus pariae – nordöstra Venezuela (subtropiska bergstrakter på Pariahalvön)
- tristriatus/baezae-gruppen
  - Basileuterus tristriatus baezae – Anderna i östra Ecuador (Pichincha till Chimborazo)
  - Basileuterus tristriatus tristriatus – Anderna i sydöstra Ecuador (Loja) till centrala Peru (Cusco)

Tidigare behandlades även costaricaskogssångare (B. melanotis), tacaracunaskogssångare (B. tacarcunae) och yungasskogssångare (B. punctipectus) som en del av trestrimmig skogssångare.

## Levnadssätt
Trestrimmig skogssångare hittas i bergsbelägna molnskogar. Den ses vanligen i par eller familjegrupper i skogens nedre och mellersta skikt. Fågeln är aktiv och ofta ljudlig.

## Status och hot
Arten har ett stort utbredningsområde, men tros minska i antal, dock inte tillräckligt kraftigt för att den ska betraktas som hotad. Internationella naturvårdsunionen IUCN listar arten som livskraftig (LC).